# Tekla Famiglietti
Maria Tekla Famiglietti, O.Ss.S. (* 23. Dezember 1936 in Avellino; † 3. März 2020 in Rom), war eine italienische Ordensschwester im von Elisabeth Hesselblad gegründeten „schwedischen Zweig“ des Erlöserordens. Sie war insgesamt 37 Jahre lang von 1981 bis zu ihrem Amtsverzicht mit Erreichen des 80. Lebensjahrs 2016 Generaläbtissin des Ordens der Birgittinnen.
Sie wuchs in einem Dorf in der Nähe von Neapel auf und trat im Alter von 13 Jahren in den Orden ein. Tekla Famiglietti setzte sich während ihrer langen Äbtissinnenzeit, die ihr mit Sondererlaubnis des Papstes auf Lebenszeit übertragen war, besonders für die Ökumene ein. Dazu bot der Orden unter ihrer Leitung auf der Piazza Farnese eine Kapelle an. Auch ein mittlerweile schon traditionelles jährliches Singen schwedischer Weihnachtslieder bei schwedischem Gebäck am Stefanitag, dem zweiten Weihnachtsfeiertag, initiierte sie. Außerdem wurden weitere Klöster gegründet, was ihr unter anderem durch persönlichen Kontakt zu Fidel Castro auch in Kuba gelang.
Familiglietti war eine tiefgläubige Katholikin mit traditionellen Überzeugungen. Im Jahr 2005 beschloss Papst Johannes Paul II. die Gründung eines Friedenszentrums in Jerusalem und bat sie, dieses zu verwirklichen. Sie hatte eine enge Beziehung zum Papst und war an seinem Sterbebett anwesend.
Sie ist in der Basilika San Lorenzo in Damaso bestattet.

## Ehrungen
- Orden des Marienland-Kreuzes (III. Klasse) der Republik Estland (2006)[5]